# Lijst van nummer 1-hits in Zweden in 2017
Deze hits stonden in 2017 op nummer 1 in de Sverigetopplistan Single Top 100, de bekendste hitlijst in Zweden.
| Datum        | Artiest                                  | Titel             |
| ------------ | ---------------------------------------- | ----------------- |
| 6 januari    | Clean Bandit, Sean Paul & Anne-Marie     | Rockabye          |
| 13 januari   | Ed Sheeran                               | Shape of You      |
| 20 januari   | Ed Sheeran                               | Shape of You      |
| 27 januari   | Ed Sheeran                               | Shape of You      |
| 3 februari   | Ed Sheeran                               | Shape of You      |
| 10 februari  | Ed Sheeran                               | Shape of You      |
| 17 februari  | Ed Sheeran                               | Shape of You      |
| 24 februari  | Joakim Lundell & Arrhult                 | All I Need        |
| 3 maart      | Ed Sheeran                               | Shape of You      |
| 10 maart     | Ed Sheeran                               | Shape of You      |
| 17 maart     | Ed Sheeran                               | Shape of You      |
| 24 maart     | Ed Sheeran                               | Shape of You      |
| 31 maart     | Clean Bandit & Zara Larsson              | Symphony          |
| 7 april      | Ed Sheeran                               | Shape of You      |
| 14 april     | Ed Sheeran                               | Shape of You      |
| 21 april     | Ed Sheeran                               | Shape of You      |
| 28 april     | Luis Fonsi, Daddy Yankee & Justin Bieber | Despacito (Remix) |
| 5 mei        | Luis Fonsi, Daddy Yankee & Justin Bieber | Despacito (Remix) |
| 12 mei       | Luis Fonsi, Daddy Yankee & Justin Bieber | Despacito (Remix) |
| 19 mei       | Luis Fonsi, Daddy Yankee & Justin Bieber | Despacito (Remix) |
| 26 mei       | Luis Fonsi, Daddy Yankee & Justin Bieber | Despacito (Remix) |
| 2 juni       | Luis Fonsi, Daddy Yankee & Justin Bieber | Despacito (Remix) |
| 9 juni       | Luis Fonsi, Daddy Yankee & Justin Bieber | Despacito (Remix) |
| 16 juni      | Luis Fonsi, Daddy Yankee & Justin Bieber | Despacito (Remix) |
| 23 juni      | Luis Fonsi, Daddy Yankee & Justin Bieber | Despacito (Remix) |
| 30 juni      | Luis Fonsi, Daddy Yankee & Justin Bieber | Despacito (Remix) |
| 7 juli       | Luis Fonsi, Daddy Yankee & Justin Bieber | Despacito (Remix) |
| 14 juli      | Luis Fonsi, Daddy Yankee & Justin Bieber | Despacito (Remix) |
| 21 juli      | Luis Fonsi, Daddy Yankee & Justin Bieber | Despacito (Remix) |
| 28 juli      | Luis Fonsi, Daddy Yankee & Justin Bieber | Despacito (Remix) |
| 4 augustus   | Luis Fonsi, Daddy Yankee & Justin Bieber | Despacito (Remix) |
| 11 augustus  | Luis Fonsi, Daddy Yankee & Justin Bieber | Despacito (Remix) |
| 18 augustus  | Avicii & Sandro Cavazza                  | Without You       |
| 25 augustus  | Avicii & Sandro Cavazza                  | Without You       |
| 1 september  | Avicii & Sandro Cavazza                  | Without You       |
| 8 september  | Avicii & Sandro Cavazza                  | Without You       |
| 15 september | Avicii & Sandro Cavazza                  | Without You       |
| 22 september | Post Malone & 21 Savage                  | Rockstar          |
| 29 september | Post Malone & 21 Savage                  | Rockstar          |
| 6 oktober    | Post Malone & 21 Savage                  | Rockstar          |
| 13 oktober   | Post Malone & 21 Savage                  | Rockstar          |
| 20 oktober   | Post Malone & 21 Savage                  | Rockstar          |
| 27 oktober   | Post Malone & 21 Savage                  | Rockstar          |
| 3 november   | Post Malone & 21 Savage                  | Rockstar          |
| 10 november  | Hov1                                     | Pari              |
| 17 november  | Hov1                                     | Pari              |
| 24 november  | Post Malone & 21 Savage                  | Rockstar          |
| 1 december   | Post Malone & 21 Savage                  | Rockstar          |
| 8 december   | Ed Sheeran & Beyoncé                     | Perfect Duet      |
| 15 december  | Ed Sheeran & Beyoncé                     | Perfect Duet      |
| 22 december  | Eminem & Ed Sheeran                      | River             |
| 29 december  | Wham!                                    | Last Christmas    |